# Lestvica rezultatov mature in NPZ
Lestvica rezultatov mature in NPZ je razvrstitev slovenskih  osnovnih in srednjih šol po rezultatih, ki so jih njihovi učenci dosegli v zadnjih treh letih na maturi in na nacionalnem preverjanju znanja (NPZ). Lestvico je objavila zasebna fakulteta Alma Mater Europaea, ki je hkrati opozorila, da "sta seznama šol  odraz uspešnosti šol na NPZ in maturi, kar ni nujno tudi odraz kvalitete šol." 
Javnost dostopa do podatkov o uspehu šol na preizkusih znanja do leta 2013 ni imela. Državni organi so podatke pred javnostjo skrivali z obrazložitvijo, da so podatki tajni. Več staršev je leta 2012 zahtevalo te podatke na podlagi predpisov o informacijah javnega značaja in Državni izpitni center je dostop do podatkov zavrnil. Informacijski pooblaščenec in Upravno sodišče sta odločila, da so to javni podatki in da vsi, ki niso javno-pravni subjekti, lahko šole tudi razvrščajo.
12. februarja 2014 je ECM podatke posredovala javnosti z objavo na svoji spletni strani. Rezultate srednjih šol na maturi je objavila tudi v obliki lestvice, na kateri so srednje šole razvrščene po rezultatu, ki so ga dosegle na maturi v zadnjih treh letih. Rezultate osnovnih šol na NPZ je objavila v obliki lestvice, na kateri so osnovne šole razvrščene po rezultatu, ki so ga dosegle na NPZ leta 2011, saj podatkov za leti 2012 in 2013 državni organi doslej še niso razkrili.
Na lestvici rezultatov mature je bila na prvem mestu Gimnazija Bežigrad. Med prvih pet so uvrščene po vrsti Zavod Sv. Stanislava - Škofijska klasična gimnazija, Gimnazija Vič, Zavod sv. Frančiška Saleškega - Gimnazija Želimlje in Gimnazija Ljutomer. Na lestvici rezultatov NPZ so bile najvišje uvrščene OŠ Majde Vrhovnik v Ljubljani, OŠ Vincenzo e Diego de Castro v Piranu, ljubljanske osnovne šole Kolezija, Prežihovega Voranca in Milana Šuštaršiča ter OŠ Bojana Ilicha v Mariboru.
Objava rezultatov mature in NPZ po šolah je doživela buren odziv javnosti in Ministrstva za šolstvo, znanost in šport ter Sindikata vzgoje, izobraževanja in znanosti (SVIZ). Ministrstvo je objavilo mnenje, da lestvica rezultatov mature in NPZ ne povesta ničesar. SVIZ je sporočil, da preučuje možnost tožbe proti tistim, ki so javne podatke objavili.
Po objavi lestvice so nekateri starši, raziskovalci in avtorji lestvice prosili Državni izpitni center za nove podatke o rezultatih mature in NPZ. Državni izpitni center je dostop do podatkov spet zavrnil, Informacijski pooblaščenec je ponovno odločil, da imajo prosilci pravico do podatkov, Upravno sodišče pa je izdalo nekaj nasprotujočih sodb. V nekaterih je dostop dovolilo, v drugih ne. Vrhovno sodišče je leta 2018 odločilo, da prosilci do podatkov niso upravičeni, saj da jih Državni izpitni center nima. Ustavno sodišče je ustavno pritožbo in pobudo za oceno ustavnosti sprejelo v prednostno obravnavo.
Alma Mater je leta 2018 objavila surove podatke z leta 2011, kot jih je prejela od Državnega izpitnega centra, za vse osnovne šole.